# Wang Hongzhang
Wang Hongzhang ist ein chinesischer Bankier und Manager.

## Leben
Hongzhang studierte Wirtschaftswissenschaften am Liaoning Institute of Finance & Economics (gegenwärtig bekannt als Dongbei University of Finance & Economic), wo er 1978 seinen Abschluss erreichte. Hongzhang ist seit Anfang 2012 Vorsitzender der China Construction Bank. Im September 2012 äußerte er in der Presse, dass seine Bank Interesse an der Übernahme einer europäischen Bank habe.